# Fritz Fränken
Friedrich Wilhelm Fränken, genannt Fritz Fränken, (geb. 15. Januar 1897 in Herrath; gest. 3. Juli 1976 in Rheydt) war ein deutscher Politiker der KPD und Widerstandskämpfer gegen den Nationalsozialismus. Nach der Flucht aus Deutschland war er Interbrigadist im Spanischen Bürgerkrieg und später Angehöriger der Résistance.

## Leben
Fränken war gelernter Schlosser. 1920 trat er der KPD bei. 1927 war er Sekretär des Unterbezirks Düsseldorf seiner Partei und Fraktionsführer der KPD in der Stadtverordnetenversammlung von Rheydt. 1925 übernahm er die Leitung des Unterbezirks Krefeld. Von 1931 bis 1933 leitete er mit Unterbrechungen durch Rudolf Hennig und Rudi Leupold den Unterbezirk Siegen.
Fränken wurde 1925 in den Rheinischen Provinziallandtag gewählt und war von 1928 bis 1933 Abgeordneter des Preußischen Landtags.
1924 wurde er wegen Landfriedensbruchs vom Amtsgericht Gladbach-Reydt zu drei Monaten Gefängnis verurteilt. Am 8. März 1933 wurde Fränken in Wuppertal verhaftet und bis zum 24. Dezember 1933 im KZ Sonnenburg inhaftiert. Noch während der Haftzeit wurde er wegen Versammlungsvergehen vom Amtsgericht Kirchen (Sieg) zu mehreren Wochen Gefängnis verurteilt. Nach seiner Entlassung kehrte er nach Rheydt zurück, um dort als Schlosser zu arbeiten. Im Mai 1934 ging er nach einem Verhör durch die Gestapo in die Illegalität. Er war nun als "Oberberater" des Bezirks Wasserkante der KPD tätig. Im Mai 1935 verließ er Deutschland über Prag nach Moskau. Dort gehörte er zum linken Flügel der Auslandsleitung der KPD. Als Fritz Golz nahm er als Delegierter Hamburgs an der bei Moskau tagenden Brüsseler Konferenz der KPD teil, die im Sinne eines Parteitags (daher: „XIII. Parteitag“) einen grundlegenden Wandel von Taktik und Strategie im Sinne einer Einheits- und Volksfrontpolitik, also einer aktiven Bündnispolitik mit anderen linken und bürgerlichen Kräften, beschloss.
Fränken wurde von seiner Partei nach Frankreich geschickt und gehörte in Paris der KPD-Emigrationsleitung an. Anfang Februar 1937 ging er nach Spanien, um im Spanischen Bürgerkrieg an der Verteidigung der demokratischen Republik teilzunehmen. Im selben Jahr wurde ihm die deutsche Staatsbürgerschaft aberkannt. Fränken arbeitete in der Kaderabteilung der Internationalen Brigaden in Albacete und anschließend für die Partit Socialista Unificat de Catalunya, katalanische Schwesterpartei der PCE, in Barcelona. Seit April 1937 war er dort zusätzlich Verbindungsoffizier zur 27. Division Karl Marx. Im Dezember wurde er als Polit-Kommissar zum Hans-Beimler-Bataillon der XI. Internationalen Brigade kommandiert und während der Kämpfe um Teruel im Januar 1938 schwer verwundet. Der Unterarm musste amputiert werden. Fränken kehrte nach Frankreich zurück und war dort als Geschäftsführer des Freundschaftskreises für ein demokratisches Deutschland tätig. Nach einer Festnahme und zwei Monaten Gefängnis gehörte er seit Anfang 1939 erneut der Emigrationsleitung der KPD an. Nach einer zweiten Verhaftung wurde er in den Lagern Roland Garos und Les Milles interniert.
Während der deutschen Besetzung schloss er sich unter dem Decknamen Jean Pierre Dussaut der Résistance an und war 1944 Mitglied des Nationalkomitees Freies Deutschland für den Westen (Comité „Allemagne libre“ pour l'Ouest [CALPO]). Fränken gehörte gemeinsam mit Heinz Renner (KPD) und den Sozialdemokraten Max Braun und Lisa Kirbach der Leitung der Freundeskreise für eine deutsche Volksfront an, die im Zuge der Aktivitäten des Ausschusses zur Vorbereitung einer Volksfront in Frankreich entstanden waren.
Nach dem Ende des Nationalsozialismus kehrte er 1945 in seine niederrheinische Heimat zurück. Erneut war er für seine Partei in Führungsfunktionen tätig. Er war Erster Sekretär in Mönchengladbach und kandidierte für die KPD im Wahlbezirk Rheydt-Mönchengladbach-Viersen. Fränken war Mitglied der Deutschen Friedensgesellschaft und Sekretär und im Vorstand des Landesfriedenskomitees NRW, das sich gegen die Remilitarisierung der Bundesrepublik Deutschland wandte.
Ende der 1960er Jahre beteiligte er sich aktiv am Aufbau der DKP.